# Sandra Rauch
Sandra Rauch (* 1967 in Berlin) ist eine deutsche Künstlerin.

## Biografie
Sandra Rauch begann 1991 in Berlin Kommunikationsdesign zu studieren, wechselte 1995 an die HfBK Dresden, um dort Malerei und Grafik zu studieren. In der Zeit von 1993 bis 1998 verbrachte sie längere Studienaufenthalte in Italien und Frankreich. Sie schloss 1998 das Studium mit dem Diplomfilm Flying Wentworth ab, wurde Meisterschülerin bei Ralf Kerbach und machte ihren Meisterschülerabschluss 2000. Seit 2000 arbeitet sie als künstlerische Assistentin bei Ralf Kerbach an der HfBK Dresden.
In ihren Werken setzt sie sich didaktisch mit den gestalterischen Möglichkeiten des digitalen und analogen Bildes auseinander. Seit mehreren Jahren entwickelt sie in einem von ihr erfundenen fotomechanischen Verfahren Bildserien, die sich mit der Alltagskultur  auseinandersetzen.

## Preise/Stipendien
- 2011: Berliner Kunstsalon Boesner Publikumspreis
- 1998: HSPIII-Stipendium der Stadt Dresden
- 1998: Hegenbarth-Stipendium der Stadtsparkasse Dresden

## Ausstellungen
- 2012: Lumas Berlin I New York I London
- 2011: Lumas Berlin I Zürich I Paris I
- 2011: 7. Berliner Kunstsalon
- 2011: KONG AT WORK Galerie Kuhn und Partner
- 2011: San Francisco Future Canvas II iPad ArtShow
- 2010: Palo Alto Talenthouse
- 2010: San Francisco Future Canvas iPad ArtShow
- 2009: DEZEMBERSALON, Kunstsalon Europa, Berlin
- 2009: 6. BERLINER KUNSTSALON, Berlin
- 2009: PREVIEW BERLIN
- 2009: SCOPE BASEL Einladung
- 2009: TEASE KÖLN
- 2009: NYC, Kunstsalon Europa, Berlin
- 2008: 5. BERLINER KUNSTSALON
- 2008: HONG KONG, Kunstsalon Europa, Berlin
- 2007: 100 MILLIONEN, CFP, Frankfurt am Main
- 2007: ALL MEMORIES WILL BE LOST IN TIME, Galerie MFK, Berlin
- 2007: Museum of Modern Art Guangzhou, China
- 2007: DRUSCHBA, Galerie MFK, Berlin
- 2006: ZEIT ‚N‘ GEIST, Galerie VonderBank, Hamburg
- 2006: DOWNTOWN, Galerie Horschik, Dresden
- 2005: XIV. DEUTSCHE GRAFIK TRIENNALE, Frechen, Köln
- 2003: SAN.DI COMMANDER, Galerie Horschik, Dresden
- 2002: 100 SÄCHSISCHE GRAFIKEN, Wanderausstellung, Europa
- 2002: JELLYFISH IN SPACE, Kunstsalon Europa, Berlin
- 2000: SAN.DI COMMANDER, Mousonturm, Frankfurt am Main
- 1998: FLYING WENTWORTH, Art’otel und Art’forum, Dresden